# Stegonotus parvus
Stegonotus parvus là một loài rắn trong họ Rắn nước. Loài này được Meyer mô tả khoa học đầu tiên năm 1874.